# تمبر های پست اتحاد جماهیر شوروی
تمبر های اتحاد جماهیر شوروی بین سال های 1923 تا 1991 مورد استفاده بودند. آنها با عبارت روسی Почта СССР به معنای پست اتحاد جماهیر سوسیالیستی شوروی (تحت نظر کمیسریای خلق ارتباطات) نشاندار می شدند. در میان مجموعه داران تمبر، تمبر های شوروی همواره محبوب بوده اند زیرا گستره ی وسیعی از نماد های تاریخی، سیاسی، اقتصادی و فرهنگی نخستین دولت سوسیالیستی جهان را نشان می دهند.

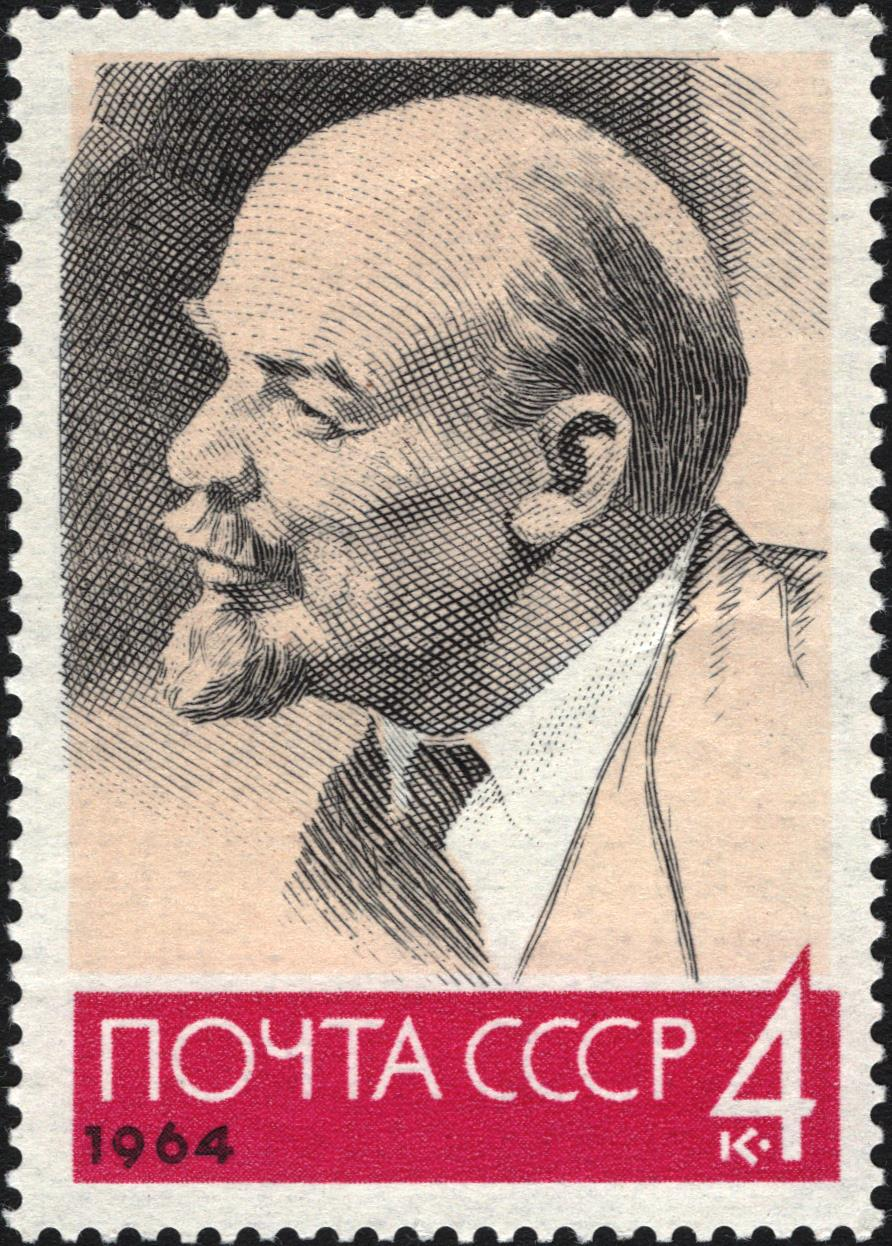
تمبری از ولادیمیر لنین 1964

طراحان سرشناس تمبر های پستی شوروی ایوان دوباشف (طراح نخستین تمبر دارای پرتره(تک چهره) ی لنین در 1924) و واسیلی زاویالف بودند. در میانه ی دهه ی 1970 بیش از 4000 تمبر مختلف در شوروی طراحی شد. در 1970 وزارت ارتباطات شوروی دفترچه ای از تمبر های گردآوری شده بین 1918 تا 1969 را منتشر کرد. این مجموعه ها به شکل سالانه و ماهانه از سوی مراکز دولتی که موظف به گردآوری و آرشیو کردن آنها بودند مورد چاپ قرار می گرفتند.

### نخستین تمبر ها
اولین تمبر های شوروی را گئورگی پاشکف طراحی کرد که در 1923 به مناسبت اولین رویداد کشوری صنایع دستی و کشاورزی در شوروی مورد بهره برداری قرار گرفتند.

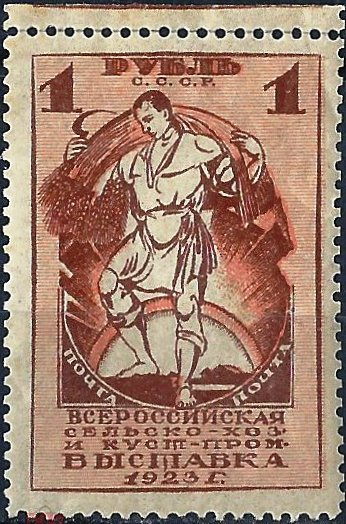
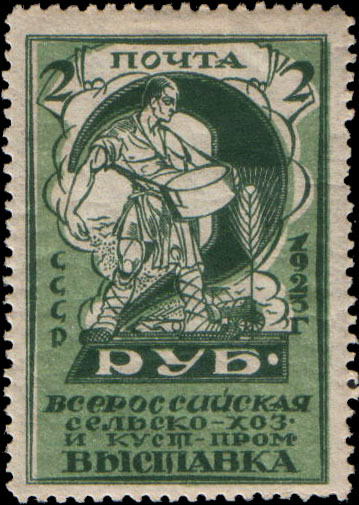
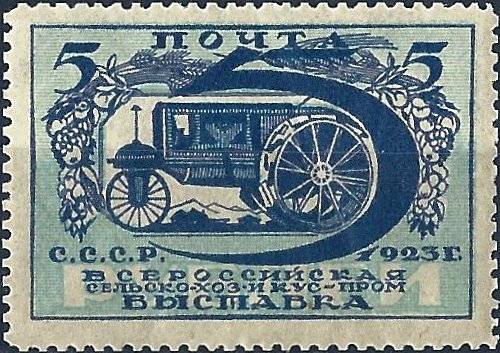
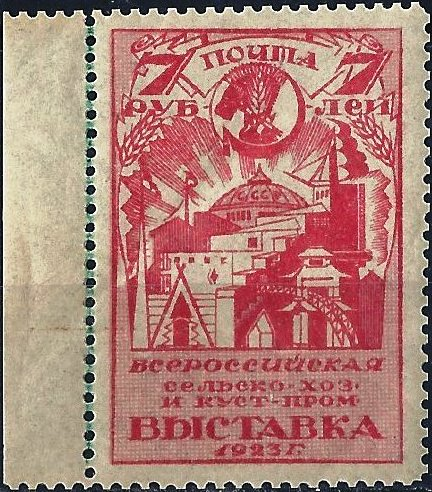

### تمبر های نهایی و رسمی
اولین نسخه ی رسمی و نهایی تمبر های شوروی در اکتبر 1923 با نام «استاندارد طلایی» رونمایی شدند. طراح آنها ایوان دیمیتریویچ ایوانف، موضوعاتی مانند توده ی کارگران، ارتش سرخ و سربازان را مورد تاکید قرار داده بود. برنامه ی شوروی مبنی بر فروش تمبر های بیشتر در بازار جهانی بود. به این ترتیب اعتبار بزرگی از سوی دولت شوروی به سختی تامین شد و در اختیار ناشران قرار گرفت تا بر روی استفاده های بین المللی سرمایه گذاری شود.

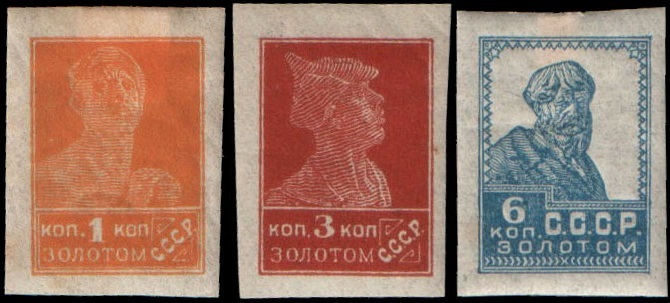

گذر زمان باعث افزایش تعداد و طرح این تمبر ها شد. افزایش ارزش این تمبر ها در تعرفه های پست داخلی اثرگذار بود. برای مثال، بیشتر تمبر های جدید در سال های 1939 و 1940 ارزشی بین 10 تا 30 کوپک (نوعی سکه ی روسی که هر 100 واحد آن برابر یک روبل است.) داشتند که بالاتر از تعرفه های رایج و استاندارد پست داخلی بود.

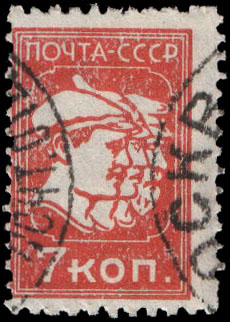
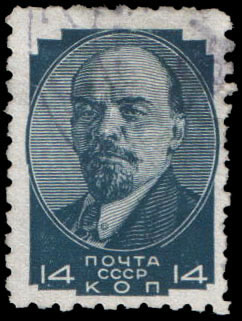
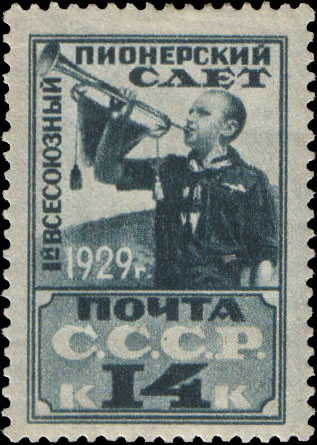

مهم ترین موضوعی که در بیشتر تمبر ها نمایان بود حزب کمونیست شوروی بود. این تمرکز به دو شکل ابراز می شد :
1. چاپ تمبر از تصویر اعضای حزب (درگذشته یا زنده)
2. نوشتن شعار ها و اهداف حزب روی تمبر

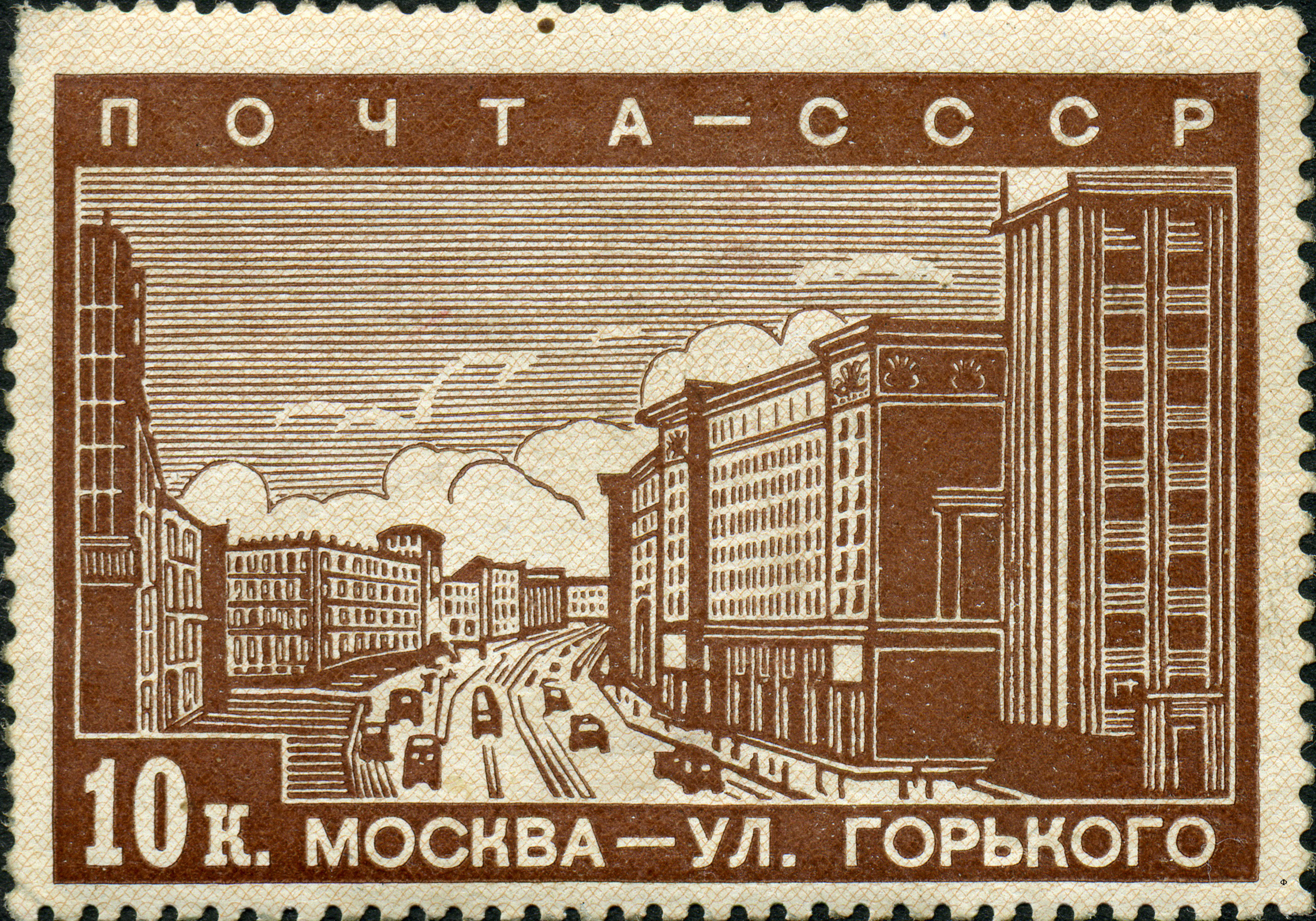
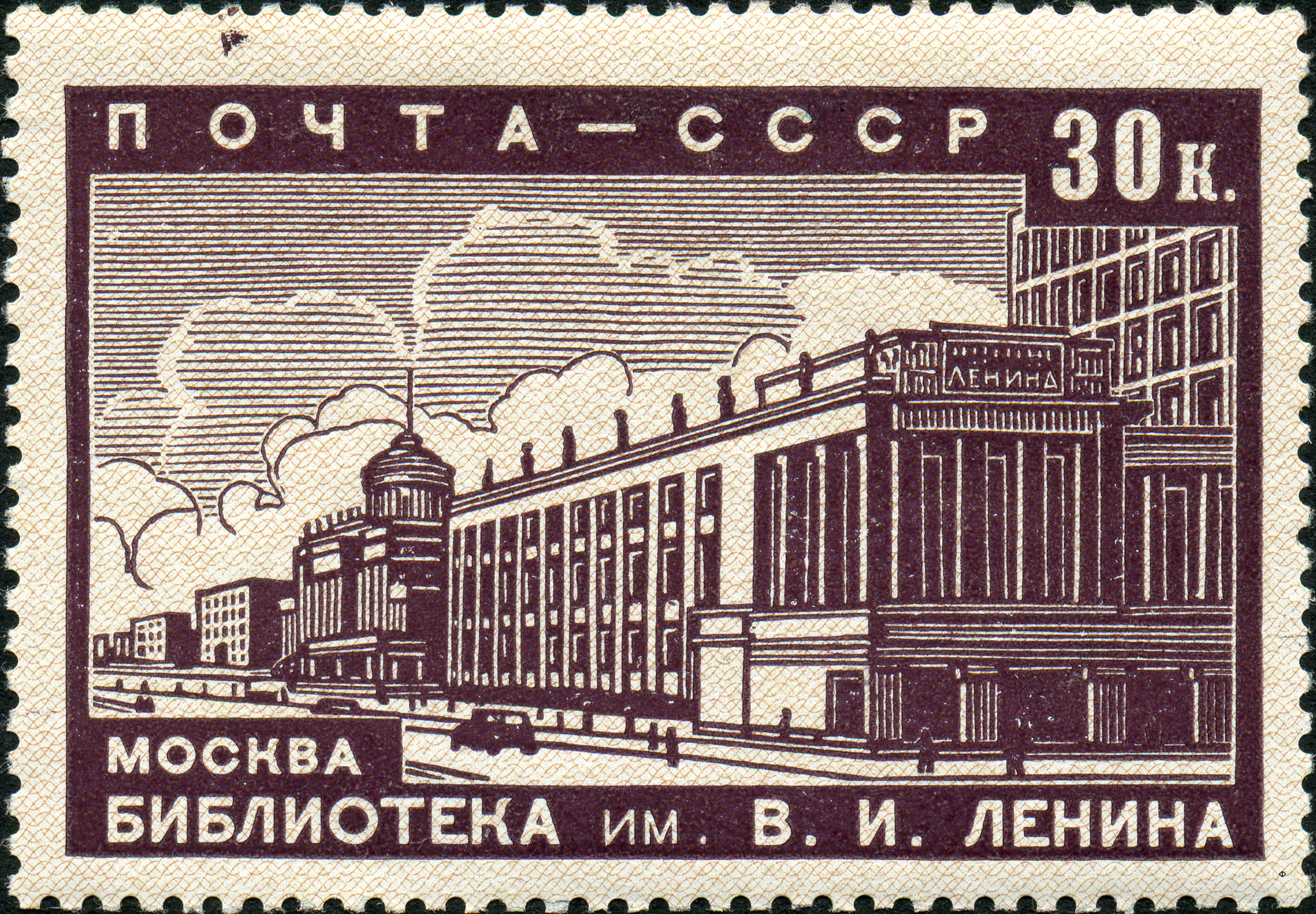
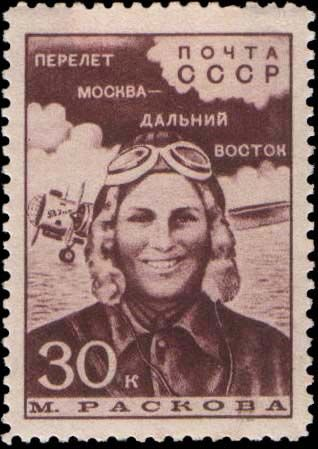
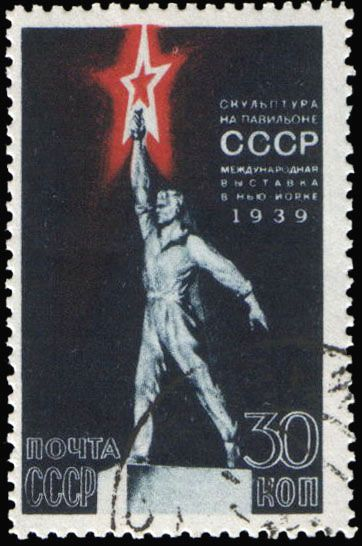
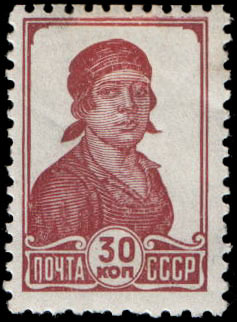
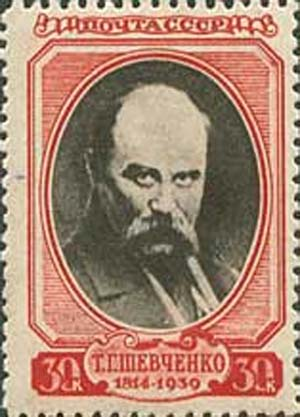
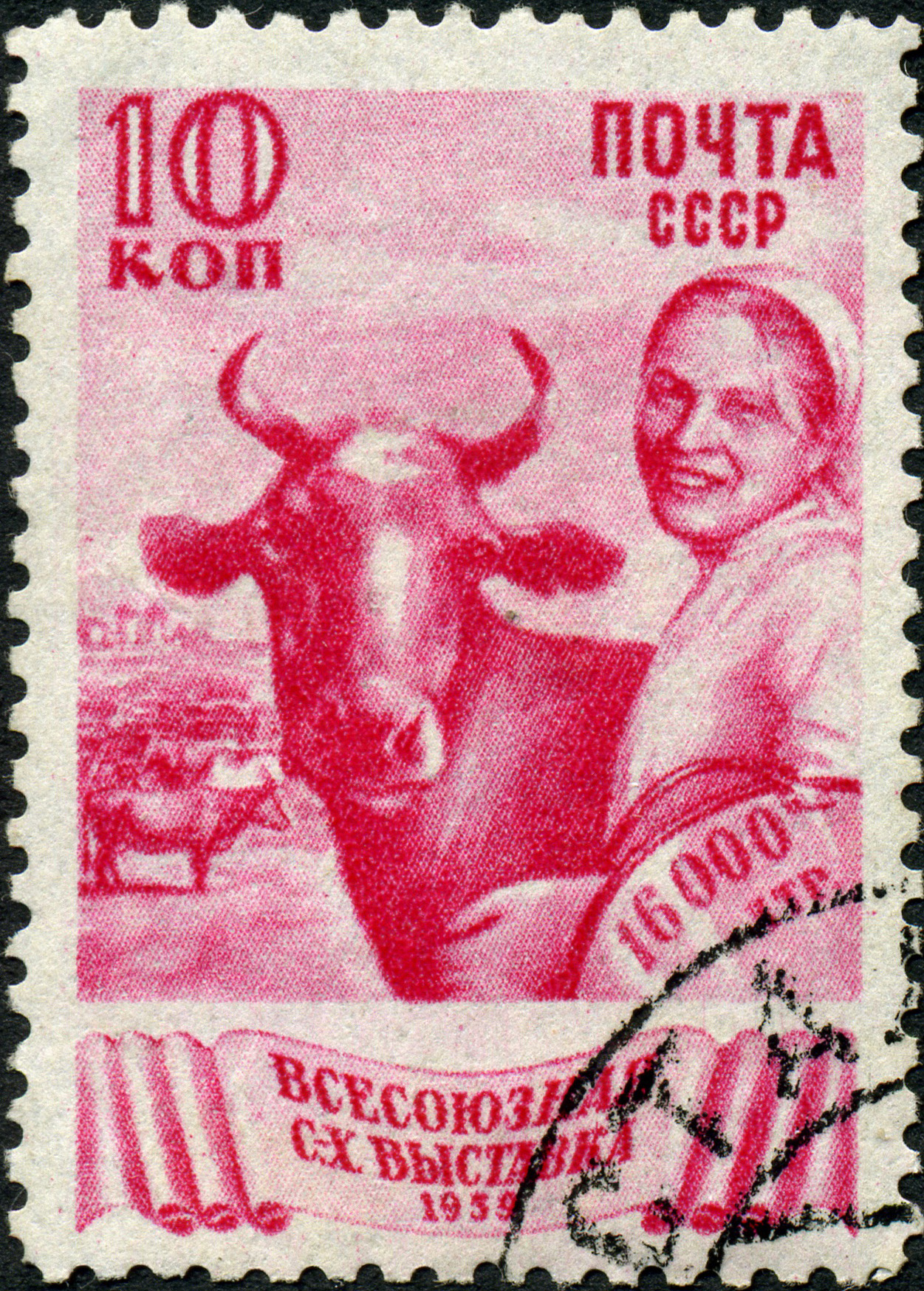
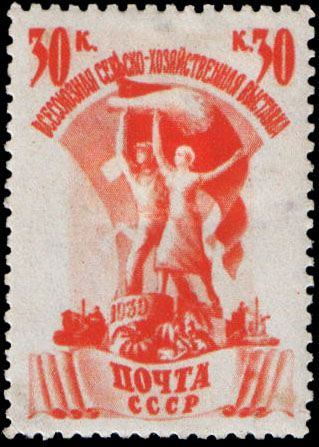
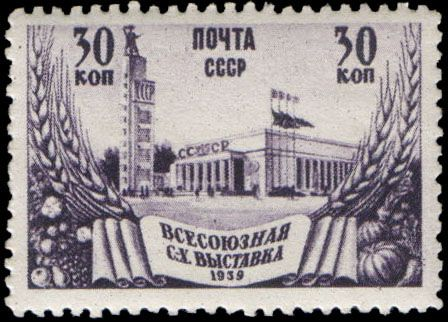
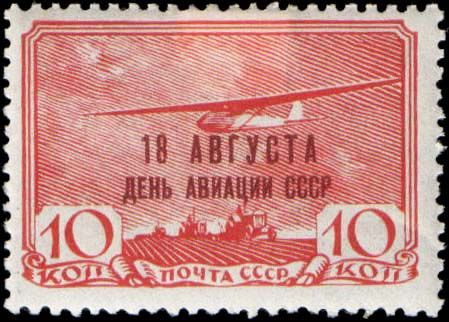
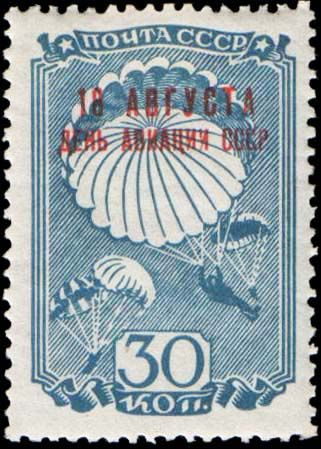
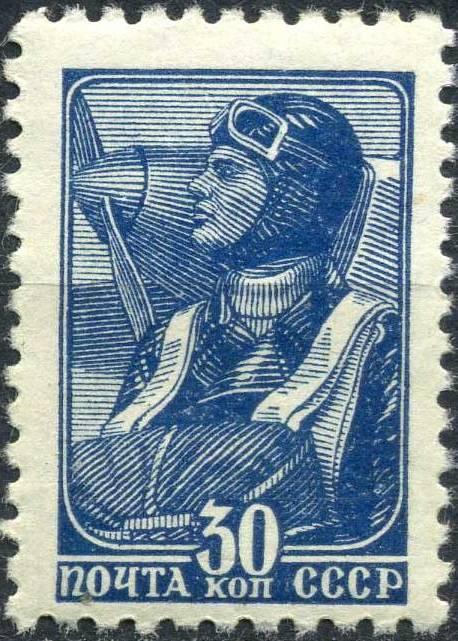
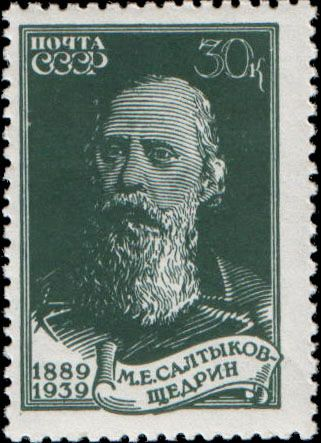
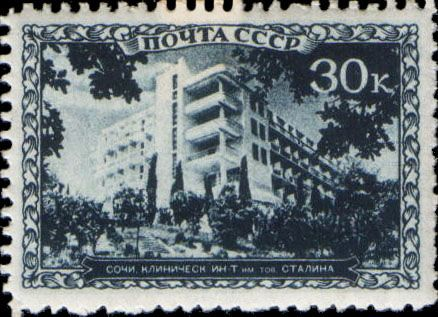
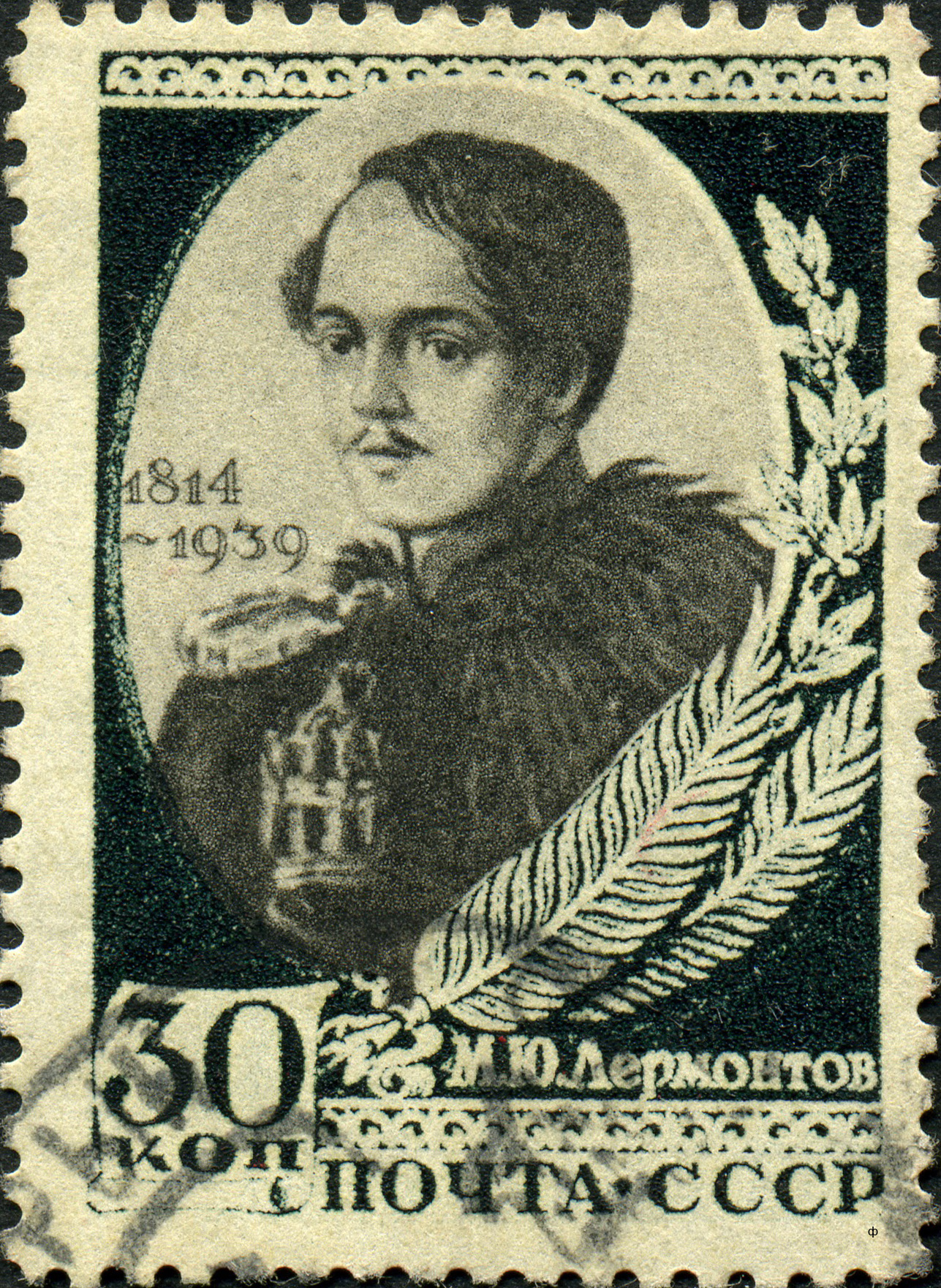
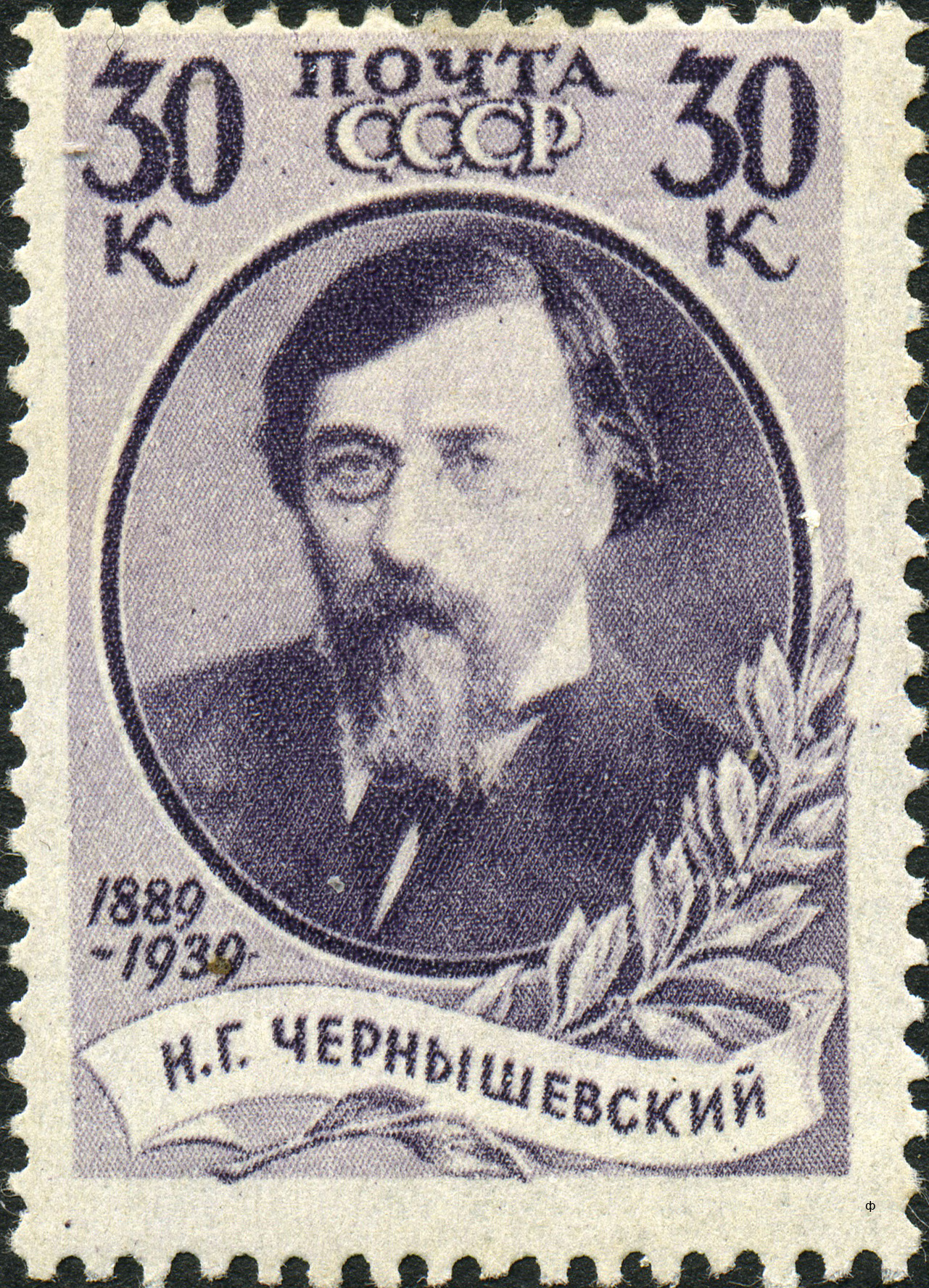
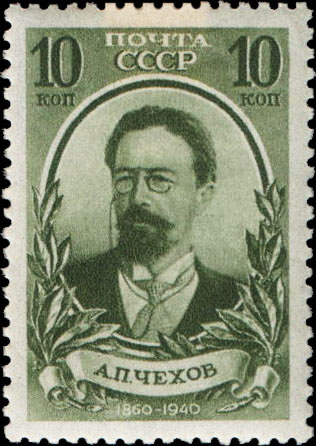
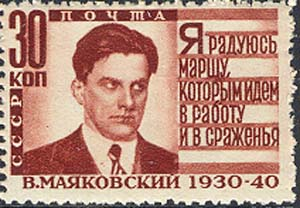
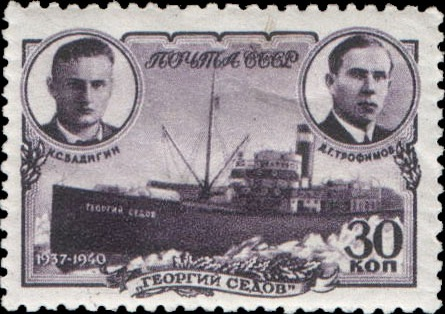
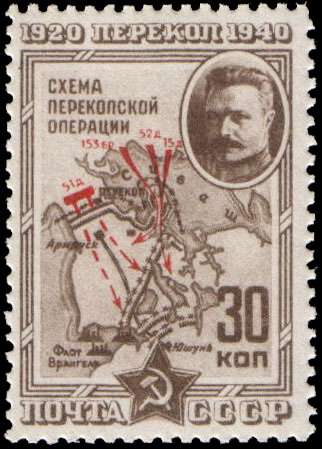
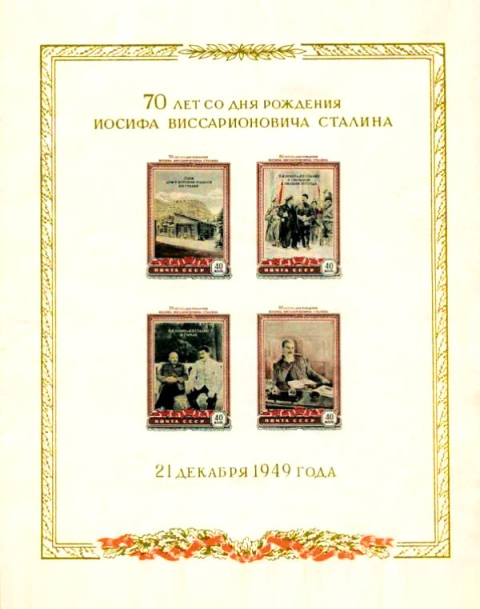
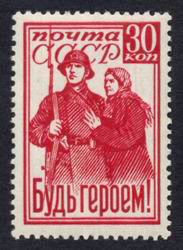
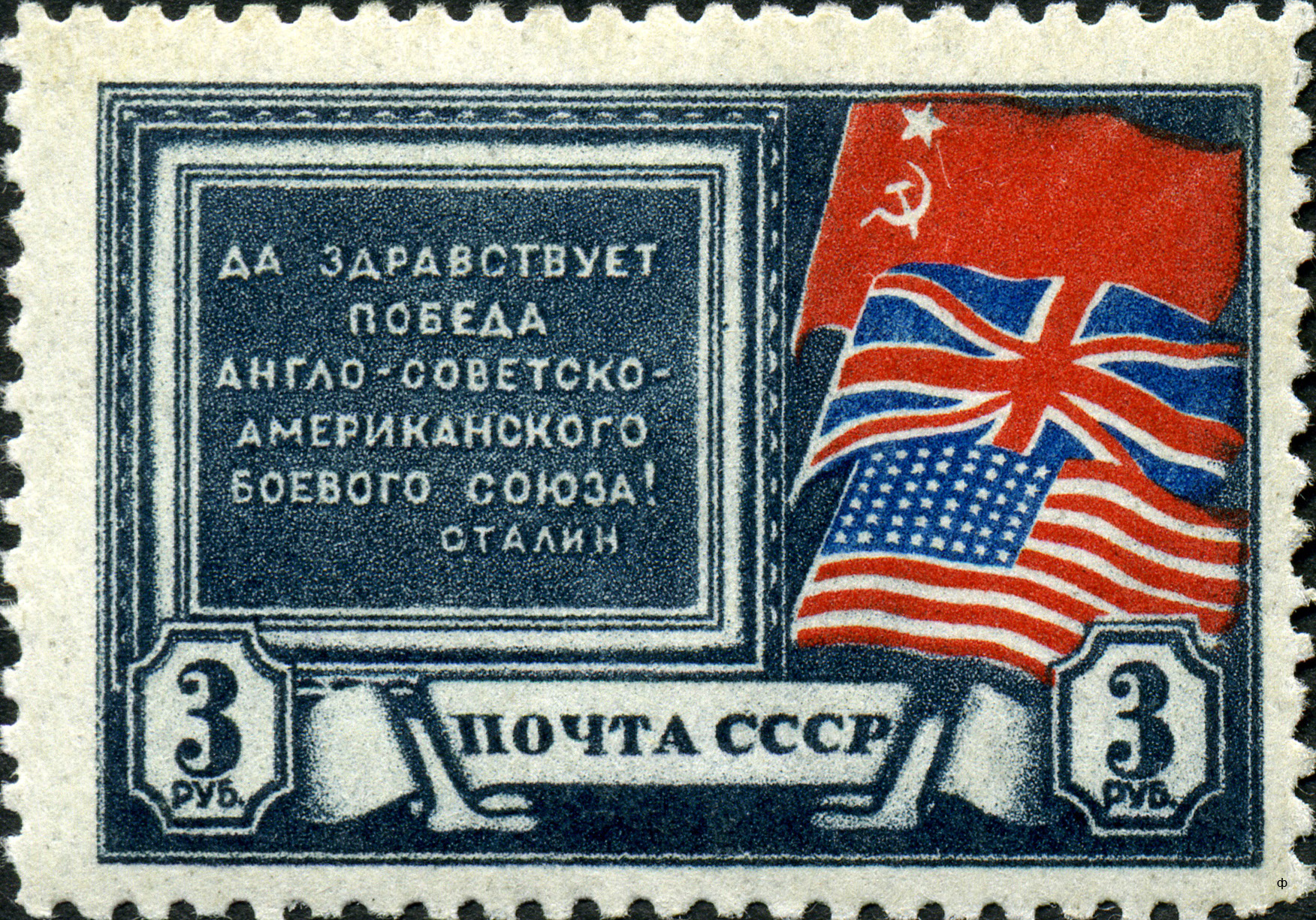

ولادیمیر لنین رایج ترین شخصیت نقش بسته روی تمبر ها بود. نخستین تمبر از او پس از درگذشتش و در ژانویه ی 1924 چاپ شد. تصاویر دوران مختلف زندگی اعضای حزب نیز گاهی برای تاکید بر پیوستگی و همبستگی اعضای دولت ها چاپ می شد. مانند آنچه در مجموعه ای از تمبر های میخائیل کالینین در 1935 رخ داد. تصاویر او به مناسبت بزرگداشت 60امین سالگرد تولدش در چند وضعیت مانند کارگر، کشاورز و سخنران بر روی تمبر ها نقش بسته بودند. این تصاویر کالینین یادآور پویایی و تداوم جنبش کارگری - دهقانی در کردار و عقاید دولت شوروی بود : کارگر، کشاورز و حزب کمونیست.

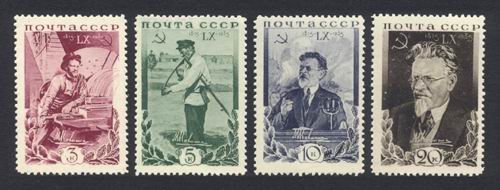

این رویکرد به صورت جهانی رایج بود و برای نهادینه کردن نمادین شخصیت هایی به کار می رفت که بر مسند قدرت بودند.
شعار های حزب که روی تمبر قرار می گرفت به مرور زمان دستخوش تغییرات شدند. مثلا در دهه ی 1920 تاکید هایی بر برنامه ی اقتصادی نو لنین (نِپ) صورت می گرفت و این برای آن بود که تغییر موضع حزب در 1929 شفاف تر باشد. امّا هنگامی که ژوزف استالین بر جای لنین تکیه زد سیاست صنعتی سازی اجباری در پیش بود و نپ به کلی منسوخ شده بود. در این دوره تاکید بیشتر بر نماد های صنعتی و کشاورزی مورد نظر استالین بود. مثلاً تمبر های 10 کوپکی دنباله هایی از تراکتور ها بودند در حالی که شعار «بگذارید ما برداشت را تا 35% افزایش دهیم.» را سر می دادند. نوشته ی تمبر های 20 کوپکی «فلز بیشتر، ماشین بیشتر!» بود. تمبر های 28 کوپکی یک کوره ی ذوب آهن را نشان می دادند که بر روی آن نوشته شده بود : «آهن، 8 میلیون تُن»

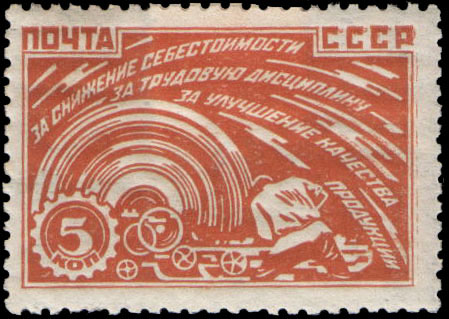
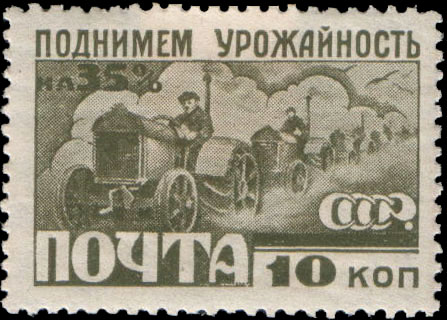
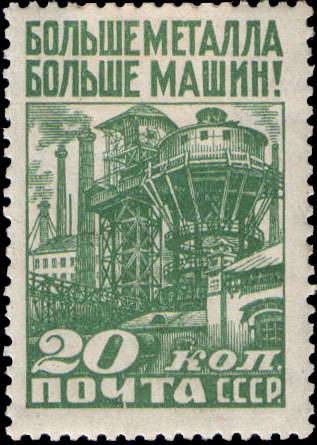
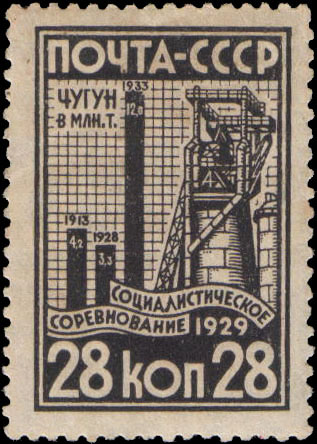

پس از جنگ جهانی دوم، دولت در تمبر ها بر بازسازی اقتصاد و استقلال اقتصادی و خودکفایی تاکید می کرد. در یک تمبر سال 1946 چنین نوشته شده بود : «به کشور سالانه 127 میلیون تن غله تقدیم کنید»، «60 میلیون تن نفت»، «60 میلیون تن فولاد» و «50 میلیون تن چدن»

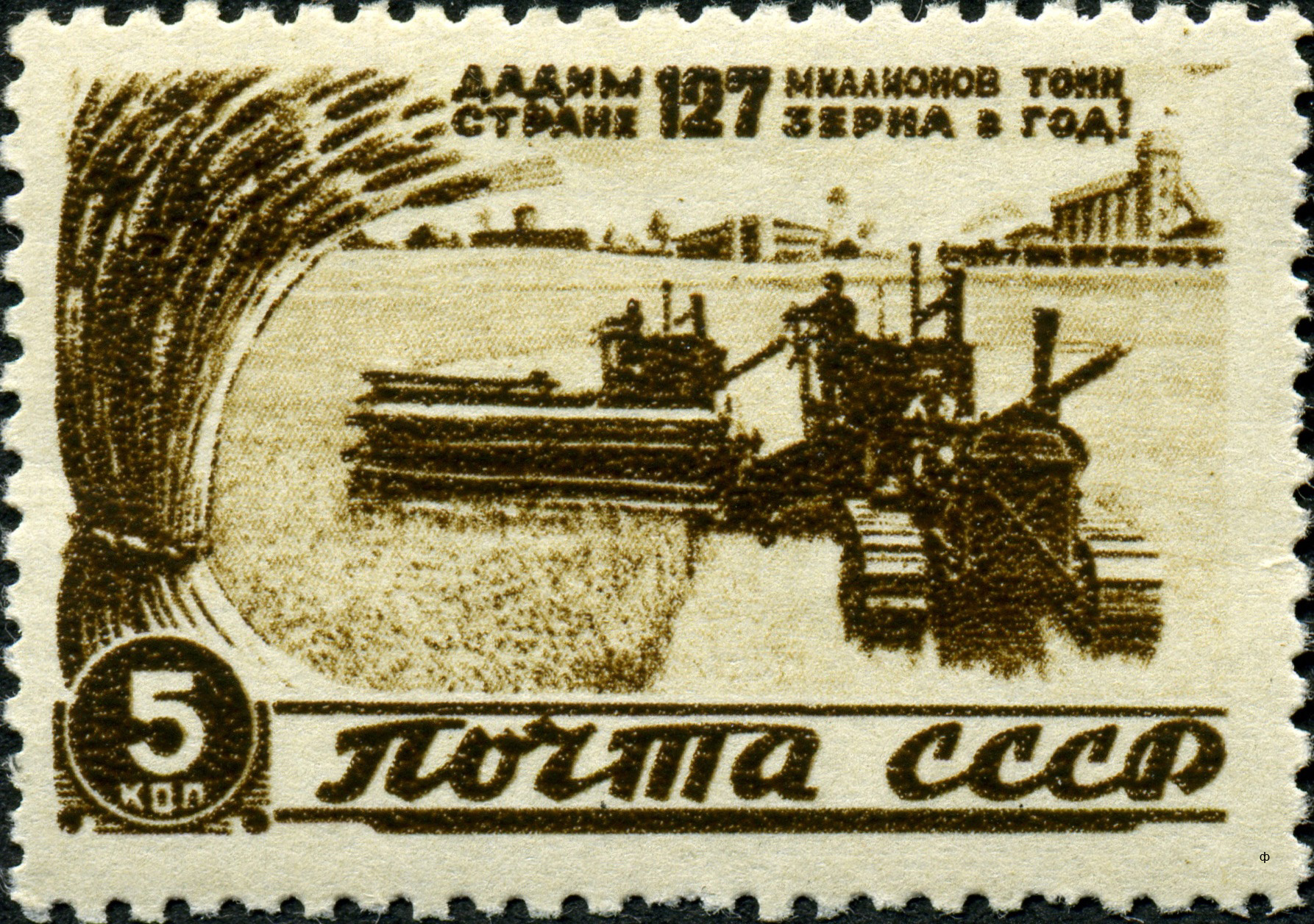
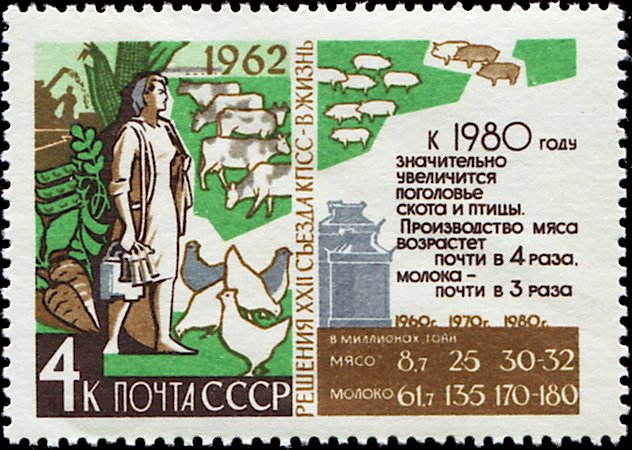

شعار های قهرمانانه و غرور آمیز استالین در مورد خودکفایی و استقلال اقتصادی در سال های پس از استالین جایگزین شدند. در این دوران کنگره های حزب و اسناد و ... بر روی تمبر ها اعلان می شدند. مثلاً تصمیم های گرفته شده در 22 امین کنگره ی حزب کمونیست اتحاد جماهیر شوروی در 1962 بر روی تمبر ها قرار گرفتند.
سیاست های خروشچف، اصلاحات گورباچف و ... دیگر مصادیق مهم در تمبر ها بودند.

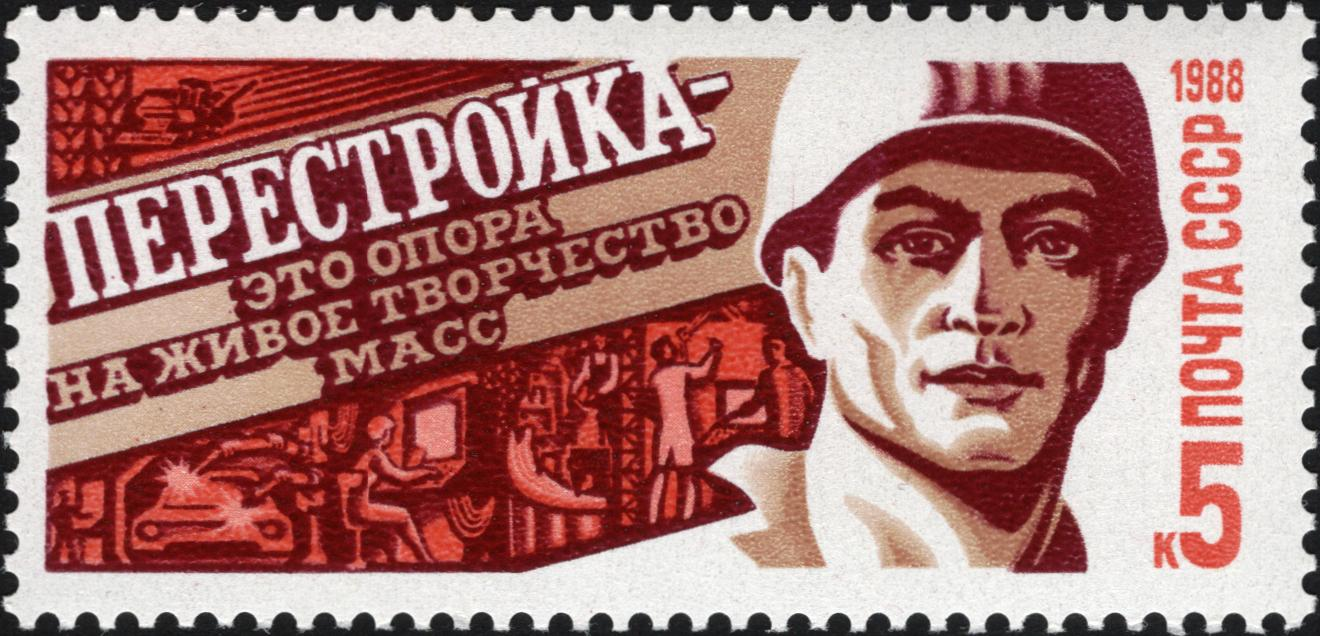
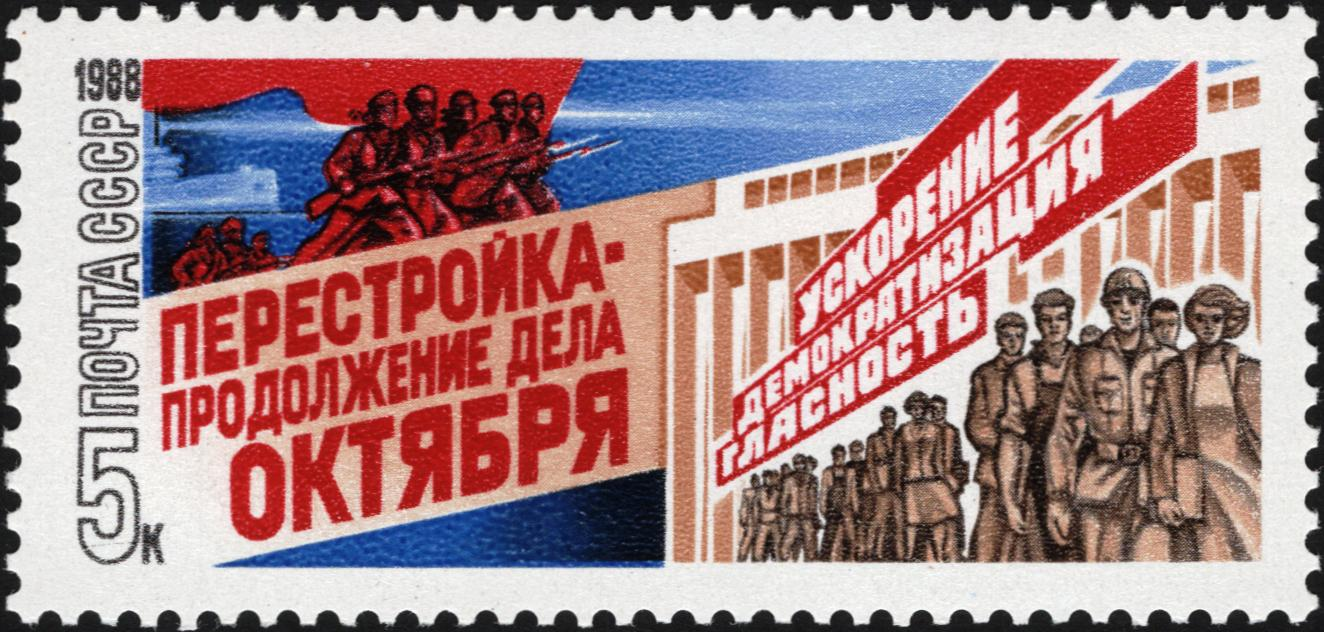
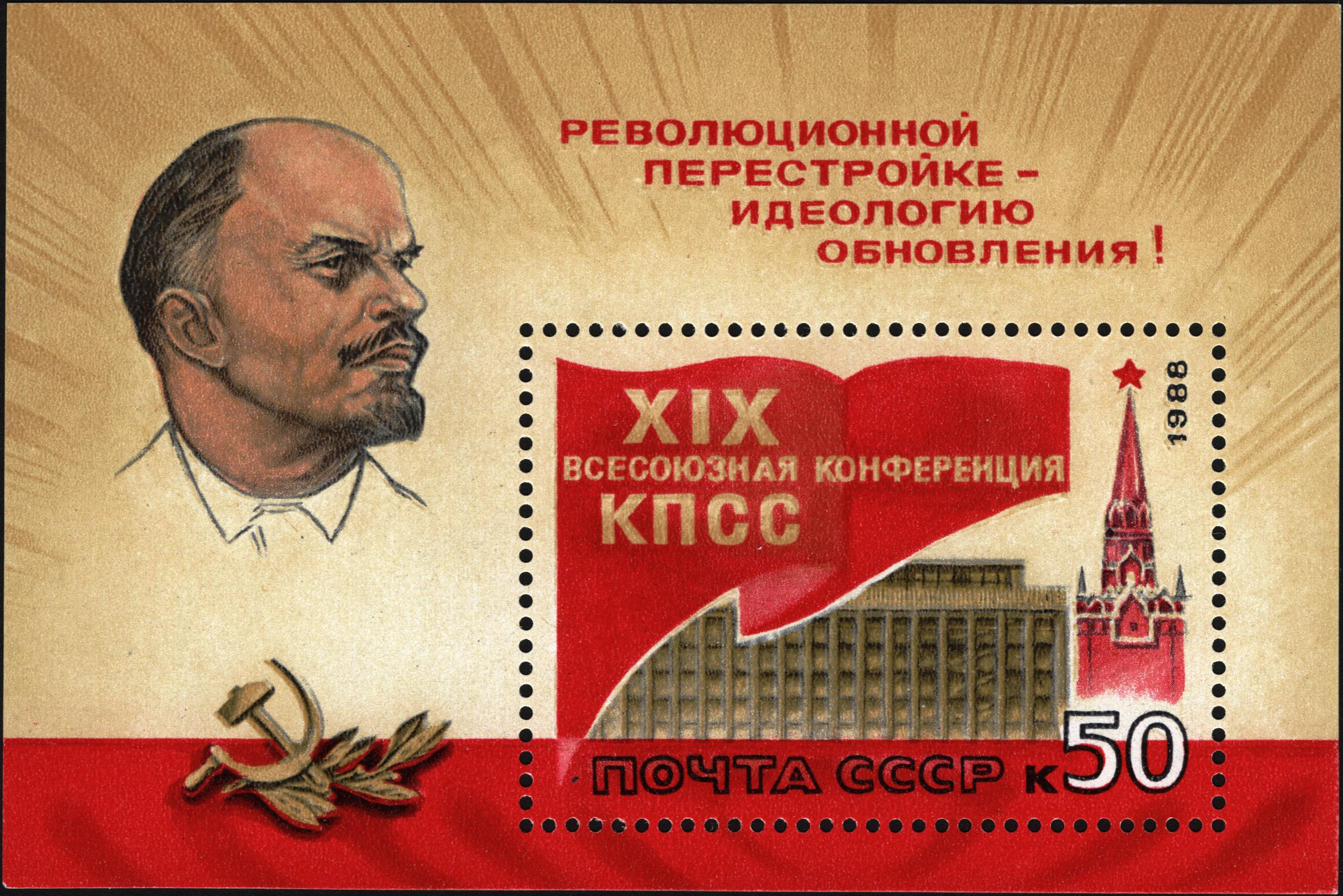

### سرقت فرهنگی
سرقت و به نام خود زدن فرهنگ ایران که امروزه توسط کشور های پسا - شوروی مثل حوزه ی قفقاز و آسیای مرکزی رخ می دهد ریشه در سیاست های شوروی در مورد فرهنگ دارد. (مثل تغییر خط، سلطه ی فرهنگی بر قومیت ها، روسی سازی و ...) یکی از پرتکرار ترین موضوعات تمبر های شوروی چاپ تصویر دانشمندان و شاعران شهیر ایرانی بود تا از این طریق آنها را به نام خود مصادره کنند. متاسفانه امروزه نیز شاعرانی مثل نظامی گنجوی و رودکی صرفا به خاطر آنکه در شهر های سرزمین های جدا شده از ایران قرار دارند توسط دولت های آذربایجان و تاجیکستان و ازبکستان مورد ادعا هستند و سکوت فعالان فرهنگی ایران به تثبیت این دروغ بزرگ در مجامع بین المللی کمک می کند و واضحاً به زیان فرهنگ و ادب کشور کهن ایران است. مولوی، بابک خرمدین و ... نیز به ترتیب توسط ترکیه و نخجوان(تحت نفوذ آذربایجان) مورد ادعا بوده اند در حالی که به وضوح تمام ایشان کاملاً ایرانی هستند و نمی شود آنها را زیر چتر هویت جعلی غیرایرانی قرار داد.
اشعار نظامی گنجوی(که همگی فارسی هستند.) در دهه ی نود توسط دولت جمهوری آذربایجان از روی سازه ی آرامگاه او حذف شدند.

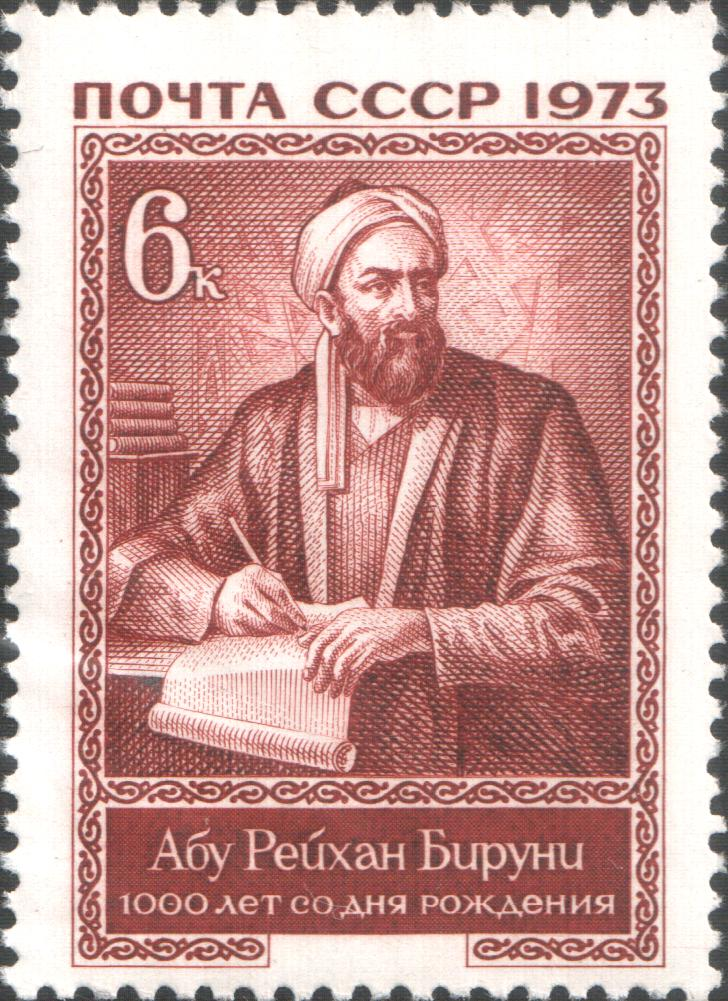
تمبر چاپ شوروی از ابوریحان بیرونی که به ادعای ازبکستان در مورد وی دامن می زند.
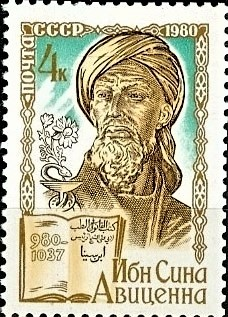
تمبر چاپ شوروی از بوعلی سینا که به ادعای ازبکستان در مورد وی دامن می زند.
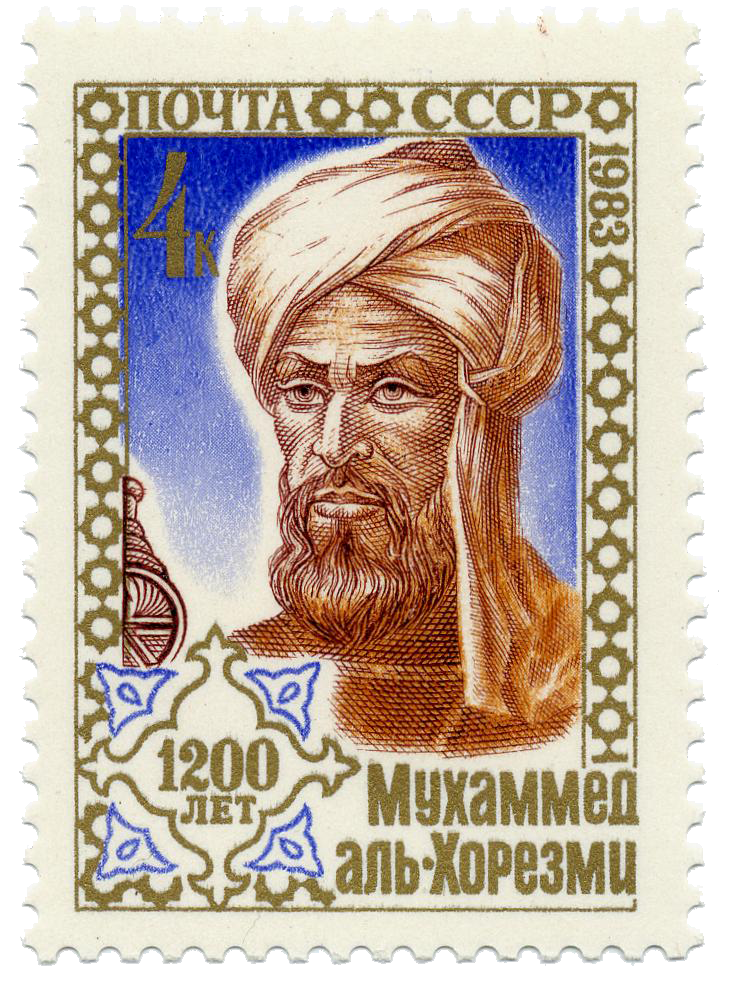
تمبر چاپ شوروی از خوارزمی که به ادعای ازبکستان در مورد وی دامن می زند.
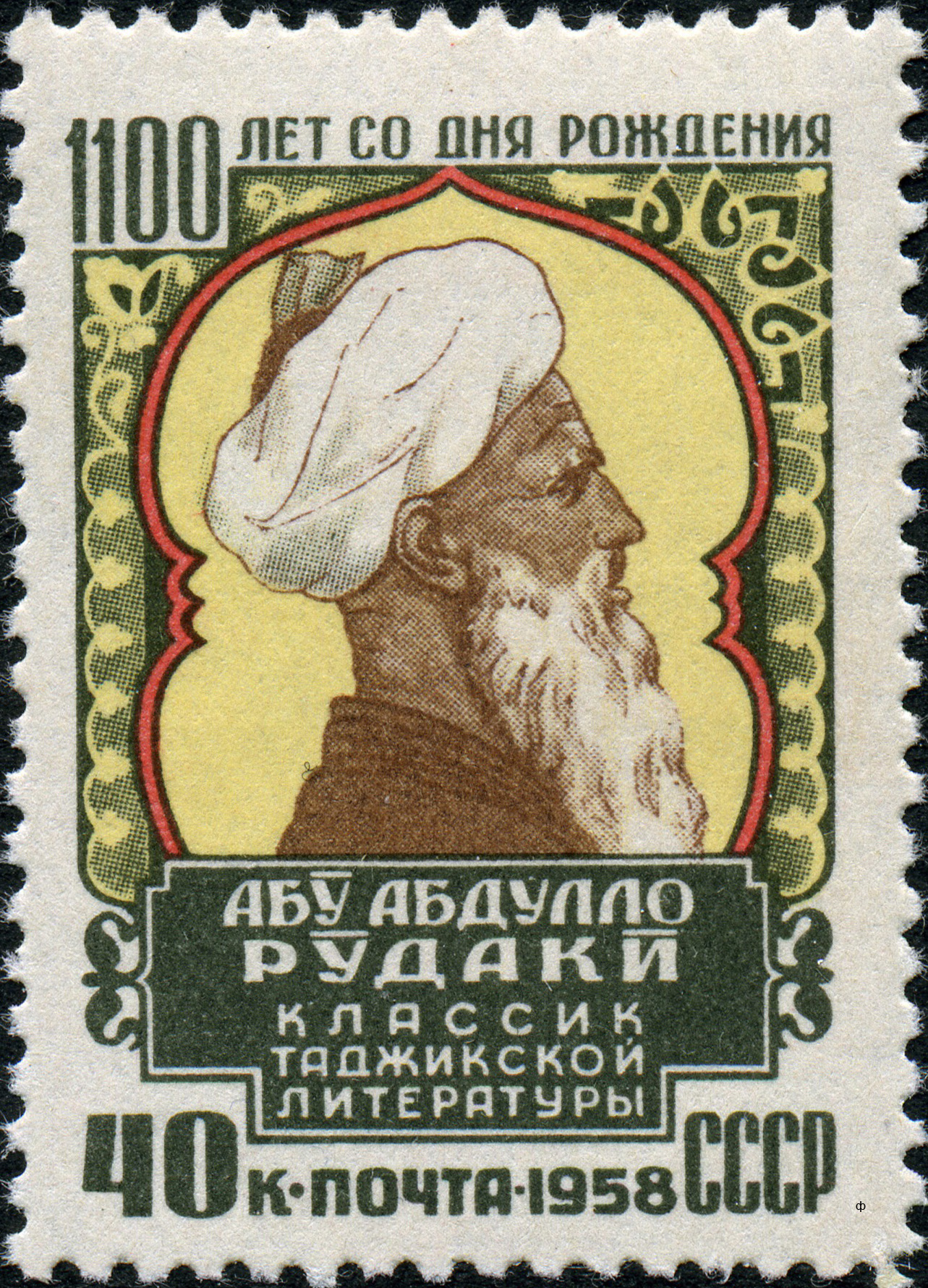
این تمبر چاپ شوروی رودکی را پدر ادبیات تاجیک معرفی می کند.
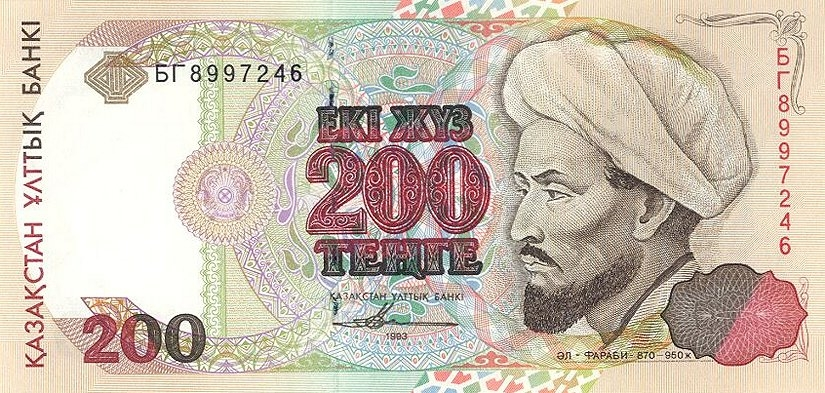
این اسکناس قزاقستانی با تصویر فارابی چاپ شده است.
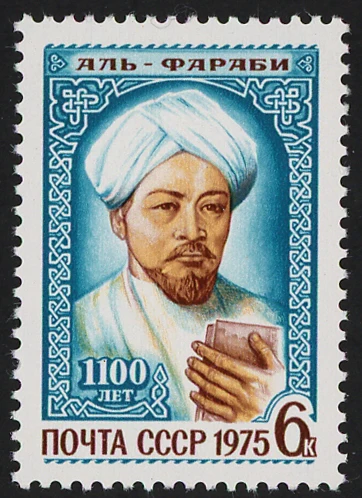
این تمبر چاپ شوروی بر ادعای قزاقستان در مورد فارابی دامن می زند.
این مجسمه از بابک خرمدین در نخجوان علی رغم اردبیلی بودن او، قصد دارد او را اهل جمهوری آذربایجان معرفی کند.
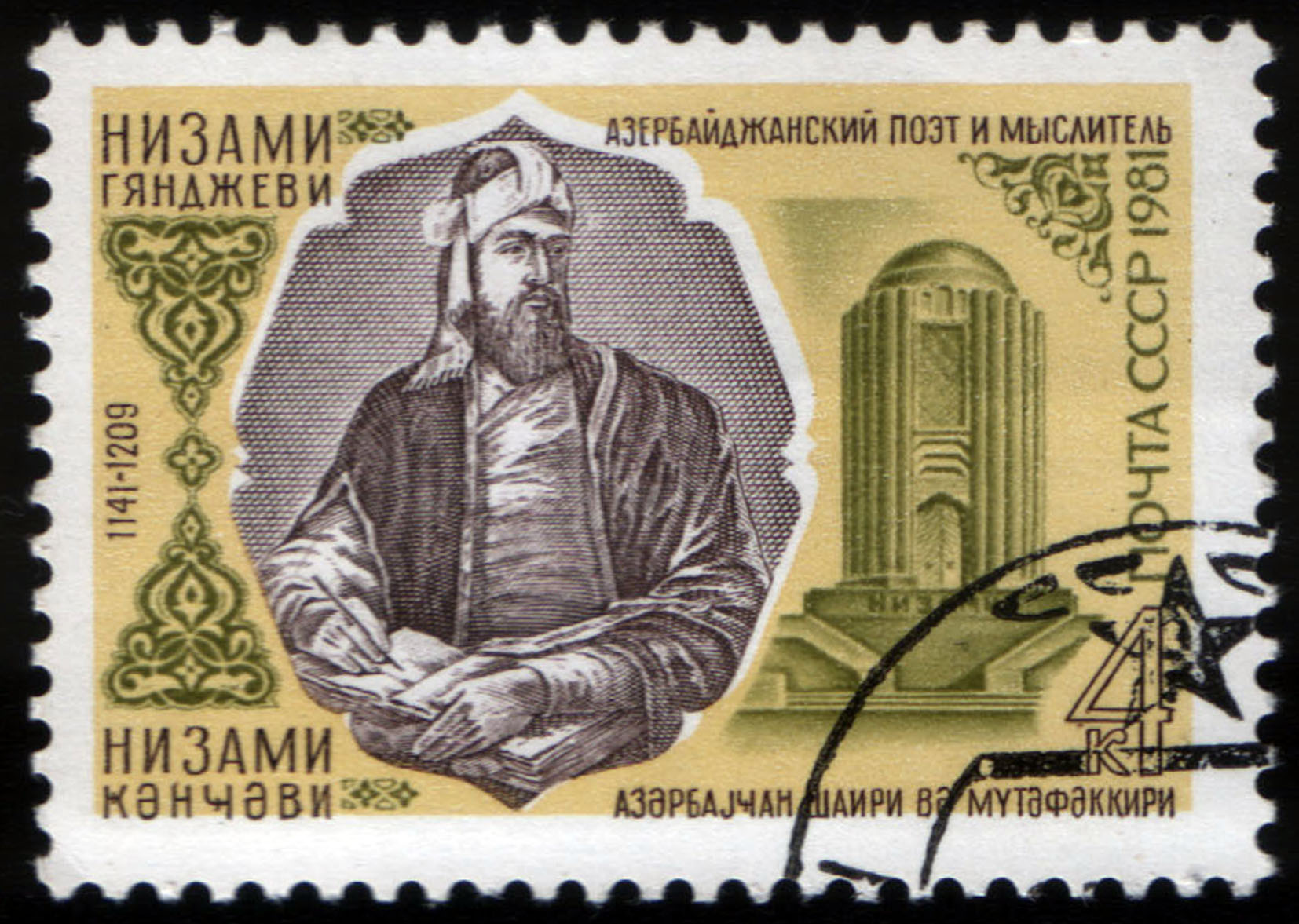
این تمبر چاپ شوروی می کوشد نظامی گنجوی را اهل جمهوری آذربایجان جلوه دهد.